# باشا ویورکوونا
باشا ویورکوونا (انگلیسی: Basia Wywerkówna) یک هنرپیشه و تدوین‌گر بود.
از فیلم‌ها یا مجموعه‌های تلویزیونی که وی در آن‌ها نقش داشته‌است می‌توان به الفبای عشق اشاره نمود.